# John Septimus Roe
Pour les articles homonymes, voir John Roe (homonymie) et Roe.

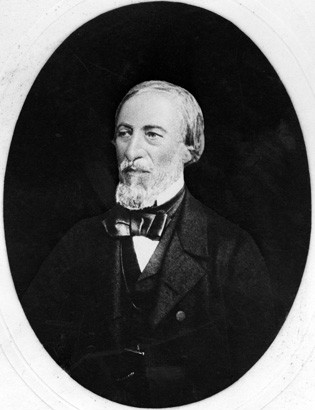
John Septimus Roe en 1850

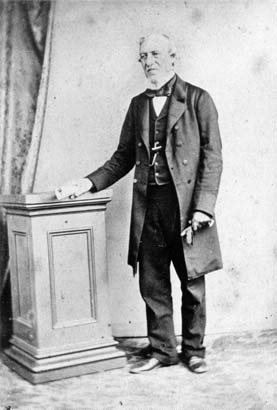
John Septimus Roe en 1870

John Septimus Roe (né le 8 mai 1797 à Newbury (Berkshire) et mort le 28 mai 1878 à Perth (Australie-Occidentale)) est un navigateur, topographe, explorateur et homme politique britannique.

## Biographie
Il fait des études de mathématiques et entre en 1812, à 15 ans, dans la Royal Navy. Il est nommé en Australie en 1817 comme arpenteur-topographe de la Nouvelle-Galles du Sud sous les ordres de Phillip Parker King. 
La même année, il effectue sa première expédition et fait le tour de l'Australie. En 1818, il reconnaît le cours de la Derwent River en Tasmanie puis, en 1819, explore la Terre d'Arnhem où il revient en 1820 et en 1821. En 1821, il est grièvement blessé dans une chute de plus de quinze mètres. 
Remis, il repart en 1823 et fait les relevés du port de Sydney. Commandant du Tamar, en 1824, après un séjour en Angleterre, il revient en Australie pour y implanter une colonie sur Melville Island. 
Après un passage à Bombay pour réparer le navire, il effectue une mission en Inde et en Birmanie. 
Nommé topographe en chef de l'Australie-Occidentale, il retourne à la vie civile et fonde en 1829 la colonie de la Swan River. Il met en route les fondations des villes qui deviendront Perth et Fremantle. 
De 1829 à 1849, il mène encore plus de quinze expéditions d'exploration de l'Australie. En politique, il fut quarante ans membre du conseil législatif et exécutif de l'Australie-Occidentale. 
Devenu aveugle d'un œil, malade puis veuf (1871), il se retire de la vie publique en 1870 et meurt le 28 mai 1878.

## Hommages et distinctions
- Médaille birmane, 1827

De nombreux lieux de l'Australie portent son nom
- Roebourne, Western Australia (en)
- Mount Roe (en)
- Roelands, Western Australia (en)
- Roe River (Western Australia) (en)
- Roe Highway (en)

ainsi que
- Une rue de Perth
- Le district électoral de Roe Electoral district of Roe (en)
- La John Septimus Roe Anglican Community School
- Une espèce de mauvaise herbe et une espèce d'orchidée Caladenia roei
- Une espèce d'Abalone, la Haliotis roei (en)

## Liens externes

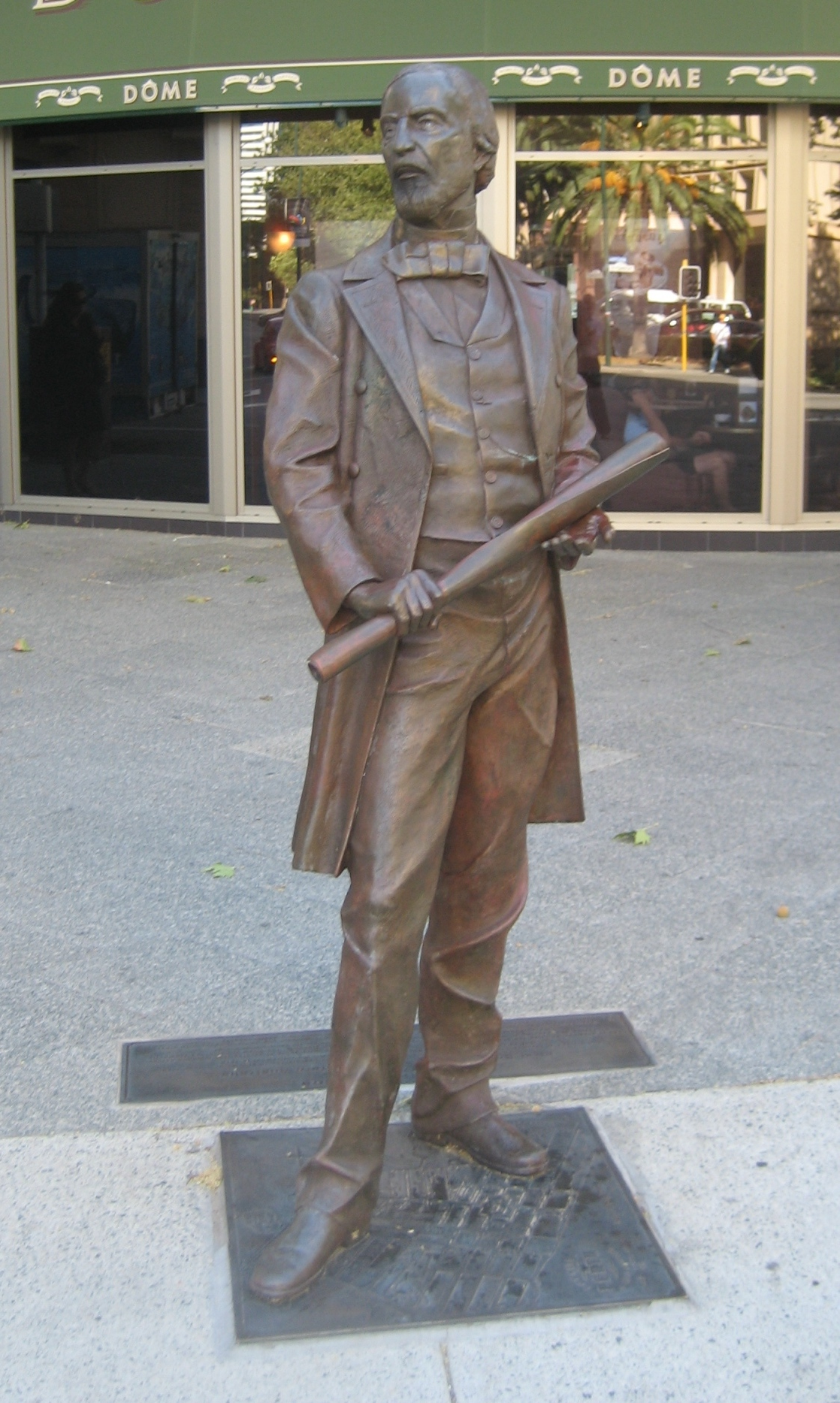
Statue de Roe à l'angle des avenues Victoriaet Adelaide Terrace à Perth